# 埃爾多拉多鎮區 (巴特勒縣)
埃爾多拉多鎮區（英語：El Dorado Township）為位在美國堪薩斯州巴特勒縣的鎮區。2010年美国人口普查中該鎮區人口有1,039人。
埃爾多拉多鎮區於1867年設立。

## 地理
埃爾多拉多鎮區涵蓋面積141.78平方（54.74平方英里），境內擁有一座城鎮：埃爾多拉多（縣治）。

### 墓園
根據美國地質調查局的資料，此鎮區擁有3座墓園：
- 貝爾維斯塔墓園（Belle Vista Cemetery）
- 森塞特勞恩斯墓園（Sunset Lawns Cemetery）
- 沃爾納特瓦利紀念公園墓園（Walnut Valley Memorial Park Cemetery）

### 溪流
通過此鎮區的溪流有：
- 康斯坦特溪（Constant Creek）
- 薩頓溪（Sutton Creek ）
- 沃爾納特溪西支流（West Branch Walnut River）

### 機場
- 埃爾多拉多市立機場（El Dorado Municipal Airport）

## 人口統計
根據2010年美國人口普查，埃爾多拉多鎮區人口有1,039人，人口密度為7.69人/平方公里。種族方面，91.92%為白人；3.85%為非裔美洲人；1.54%為美洲原住民；0.19%為亞洲人；0%為太平洋島民；0.77%為其他種族；另外有1.73%為兩個或以上的種族。而西班牙裔美國人或拉丁美洲人佔該鎮區人口的12.99%。

## 外部連結
- City-Data.com （页面存档备份，存于）